# Plaza del Potro (Segovia)
La plaza del Potro es un espacio público de la ciudad española de Segovia.

## Descripción
La plaza se encuentra junto a la Mayor, y tiene entrada tanto por la calle de Valdeláguila como por la de la Cabritería. Aparece descrita en Las calles de Segovia (1918) de Mariano Sáez y Romero con las siguientes palabras:

Potro (Plazuela del).—Se halla situada entre la plazuela del Cuatro de Agosto y calle de la Cabritería. Procede el nombre de un antiguo potro y banco de herrador que había en este sitio para herrar el ganado caballar y vacuno. El nombre se le dió el vulgo y luego se ha puesto oficialmente. Es lugar de posadas y tabernas, como inmediato a las Cuatro Calles.
(Sáez y Romero, 1918, p. 133)